# Пивчулин, Данил Дмитриевич
Данил Дмитриевич Пивчулин (род. 11 апреля 2003, Якутск) — российский хоккеист, нападающий.

## Биография
Родился в Якутске, в возрасте шести месяцев с родителями переехал в Балашиху Московской области. Воспитанник местного «Олимпийца». Летом 2021 года подписал контракт с клубом МХЛ «Сахалинские акулы» Южно-Сахалинск, за который отыграл полтора сезона. 26 декабря 2022 года перешёл в московский «Спартак», остаток сезона провёл в молодёжной команде в МХЛ. С сезона 2023/24 — игрок фарм-клуба «Спартака» «Химик» Воскресенск в ВХЛ. 9 сентября 2024 года в домашнем матче «Спартака» против «Динамо» Минск (5:2) дебютировал в КХЛ. В матче с ЦСКА, который состоялся 7 ноября 2024 года, забросил свою первую шайбу в КХЛ.